# 수 양제
수 세조 명황제 양광(隋 世祖 明皇帝 楊廣, 569년 ~ 618년 4월 11일(음력 3월 11일))은 중국 수나라의 제2대 황제이다. 본래 수나라에서 올린 묘호는 세조(世祖), 시호는 명제(明帝)이나, 당나라에서 비하의 의미로 올린 양(煬)을 대신 붙여 주로 양제(煬帝)로 불린다.
문제의 차남(次男)이고, 어머니는 문헌황후 독고씨이다.

## 생애

### 어린 시절
581년에 아버지 양견이 북주 정제로부터 제위를 선양(禪讓)받고 즉위해 수나라를 세웠는데 그 시절 황자였던 양광도 그 때 부황에게 진왕(晉王)의 작위를 받았다.
이후 남조 진나라를 멸망시키는데 활약하여 태위의 벼슬을 받았다. 양광은 양주총관을 맡아 후방에서 동생인 한왕 양량을 도왔다. 598년 2월에 양량과 함께 고구려를 쳤으나 오히려 대패하고 대군이 전멸해서 양견에게 크게 질책을 받았다. 양견은 양광과 양량에게 자결을 명했으나 모후인 독고황후가 말렸다고 한다.

### 반란과 시해
600년에 강남에서 일어난 고지혜의 난을 물리친 양광은 평소 행실에 문제가 있던 형 양용 황태자가 폐위되자 후임 황태자가 됐다. 이는 독고황후 덕분인데 독고황후는 평소 매우 금욕적이고 질투가 심한 사람이었다. 양용은 태자비가 죽었는데도 방종과 사치에 놀아나서 가정을 돌보지 못했다는 이유로 어머니의 눈 밖에 났다. 이에 비해 양광은 청렴하게 살았었고 의관도 누추하게 입었으며 여자를 탐하지 않는 척을 해서 어머니의 신뢰를 얻을 수 있었다. 태자 책봉식 때 식이 매우 성대하게 치러졌는데 엄청난 바람이 불고 지진이 일어났다고 한다. 이 때문에 양광의 태자 책봉으로 수나라가 기울어져 결국 멸망하기에 이른다는 소문이 돌았다.
태자에 오른 그는 야심을 드러내기 시작했으나 602년 8월에 어머니 독고황후가 죽자 큰 버팀목을 잃고 금욕적인 생활을 더 이상 하지 않았다고 한다. 어쩌면 그는 자유로운 생활을 원했으나 자신의 야심을 위해서 무서운 어머니에게 잘 보이려고 그런 계책을 쓴 것이라는 해석도 있다.
그렇게 양광은 더욱더 야심을 보여 아버지의 황위를 노렸고 더군다나 양광은 평소 사모했던 부황의 후궁인 선화부인 진씨를 범하려 했다. 이 소식을 들은 양견은 당시 병이 위중했지만 자신의 후궁을 범하려 한 아들을 문책하려 했으나 그것을 안 양광은 상서우복야 월국공 양소, 시종무관장 장형과 장군 우문술 등과 함께 반란을 일으켜 대신들과 궁녀들을 죽이고 그날 밤에 장안 인수궁 대보전에서 양견을 처형했으며 뒤이어 형인 양용에게 조작된 유언장을 보내어 자결하라고 일렀으나 겁을 먹고 자결하지 않자 자신의 근위장 우문지급을 보내 처형했다. 뒤이어 양광은 그토록 사모하던 선화부인 진씨를 강제로 범하였다.
이러한 엄청난 패륜행위를 행한 양광은 곧 제위에 오르니, 그가 수의 제2대 황제인 양제이다.

### 폭정의 시작
양제는 즉위하자마자 대대적인 토목 공사를 일으켰다. 만리장성을 새로이 쌓게 하였으며, 아버지가 중단시킨 대운하의 공사를 재개시켰다. 이 대운하는 북경에서 항주까지 짓는 대공사로, 이에 백성들의 불만이 커져 갔지만 그것도 모자라 양광은 수도 장안 대신 낙양에 동경(東京)을 쌓게 하여 백성들의 노고를 더욱 크게 만들었다. 대운하는 이후 남쪽의 장강과 북쪽의 황하를 연결시켜서 남북 융합에 크게 이바지하기도 했다.

### 유례 없는 폭정
양광은 낙양에 동경을 쌓는 데 매월 2백만 명의 백성을 동원하였다. 그리고 각지에서 희귀한 석재와 목재를 수집하여 낙양으로 보냈으며, 이 과정에서 수십만 명의 사람들이 죽어갔다. 낙양의 서쪽에 서원(西苑)이라는 큰 정원을 건설하였고, 그 크기가 1.3 헥타르나 되었다. 그 안에 바다를 건설하고, 3개의 인공 섬을 지었으며, 여러 정자와 누각을 지었는데 그 모습이 가히 장관이었다고 전해진다.
건설된 바다의 북쪽에는 '용린거'라는 수로를 만들어서 물이 바다로 흘러들어가게 만들었고, 그 물줄기를 따라 16개의 정원을 또 만들었다. 정원에는 각종 희귀 동물을 사육하여 양광이 즐기도록 했고, 밤에는 미녀들과 같이 어마어마한 연회를 베풀었다.
양광은 대운하를 건설할 때 40여개의 행궁을 지었으며, 운하 옆에는 대로를 건설해서 그 옆에 버드나무와 느릅나무를 심었다. 대운하 건설에는 수많은 백성들이 동원되었고, 심지어는 운하에서 얕은 지대가 발견되자, 양광은 관리 책임자와 많은 인부들을 강가에 생매장하는 극악무도함을 보였다.
양광은 길이 2백척에 높이 4층이나 되는 용주(龍舟)를 타고, 거기에 황후와 후궁, 대소신료, 승려, 도사 등은 그 뒤를 잇는 화려한 배들에 탔는데 그 길이가 무려 2백여 리에 달했다. 또한, 운하 5백 리 이내에서 사는 백성들은 양광에게 음식을 갖다 바쳐야 했는데, 배가 떠날 때가 되면, 이 음식들을 그냥 구덩이에 묻고 가버렸다. 이로 인해 많은 백성들이 가산을 탕진하였다. 배는 백성들이 끌고 다녔는데, 그 인부들이 무려 8만여명이나 되었다.
양광은 북방에도 유람을 떠나 태항산에 굴을 뚫었는데, 이때 근처에 백성들을 동원하여 굴을 뚫고 대로를 건설하였다. 백만여명의 인부를 동원하여 20일 만에 장성을 쌓기도 하였다.
또한, 양광은 건축가에게 이동식 궁전을 지으라 했는데, 관풍행전(觀風行殿)이라 했다. 이 궁전을 언제든지 조립과 해체가 가능했으며 수백 명을 수용할 수 있었다 전해진다.
극심한 폭정으로 인해 백성들은 "토목 공사나 전쟁(고구려 원정 등)에 동원되어 죽느니 차라리 불구로 산다 해도 노역이나 징집은 면하고 싶다"라고 하여 스스로 팔이나 다리를 잘라서 "복수복족(福手福足)"이란 말이 생겨났다. 팔이나 다리가 잘린 사람은 노역이나 징집에서 면제되기 때문이다.

### 무리했던고구려원정
대외적으로도 수나라는 강경한 입장을 취했다. 북방에서 중국을 넘보는 돌궐과 토욕혼을 공략하는 데 성공하여 영토는 넓어졌다. 그러나 양광은 이것으로도 만족하지 못했고, 고구려에 사신을 보내 조공을 요구했으나 고구려의 영양왕은 이러한 요구를 부당하다 생각하고 거절하였다. 그 후 수차례 사신을 보내 조공과 입조하라고 압력을 넣었지만 고구려는 이에 전혀 응하지 않았다. 이에 양광은 아버지 양견이 축적한 모든 부를 탕진해서 고구려를 공격하고자 했다. 양제는 총3번에 걸쳐 고구려를 공격하였다.

### 양제의 1차 공격
612년 정월 양제는 113만 3800명을 이끌고 대대적인 고구려 공격에 나섰다. 출발만 해도 40일이 걸렸으며 그 행렬이 자그마치 1천여리(400km)가 되었다. 좌장군 우문술의 군사 45만명, 우장군 우중문이 이끄는 군사 45만명의 대규모 출정이었다. 그리고 양제 자신이 이끄는 군사 수만해도 26만명, 행렬이 200(73km)여리에 달했다. 거기다 병참지원까지하면 약 300만명에 달했다.
그들의 목적은 고구려의 수도 평양성이었으며 이를 위해 먼저 1차적으로 부수도인 국내성을 함락시킬 계획을 세운다. 그해 3월 고구려 국경지역인 요하에 도착하여 강을 건널 부교를 만들고 고구려 공격을 개시하였다. 그러나 부교가 짧아 수나라 군사들이 건너지 못해 우왕좌왕하자 고구려군은 이틈을 이용해서 화살세례를 퍼부었다. 결국 강을 건너기에 앞서 많은 수나라 군사가 죽어야했다. 양광은 부교건설 책임자인 우문개를 질타했고 군사를 재정비한 다음 부교를 다시 만들어 도하를 시도했다. 이번에는 도하에 성공하여 고구려군은 수많은 수나라 군사앞에 무너져 1만군사를 잃고 요동성으로 대피한다.
도하에 성공한 양광은 요동성을 겹겹이 포위했고 100만군사면 함락은 시간문제라고 판단했지만 요동성은 천혜의 요새였다. 요동성 높이만해도 30m 게다가 주변의 산과 더불어 길이가 3.5km나 되었다. 수나라 군사는 성벽을 올라가려 시도하였지만 사다리가 요동성벽보다 낮아 올라갈 수 없었고 그틈을 이용한 고구려군이 돌과 화살세례를 퍼부었으며 결과적으로 피할 수가 없어 속수무책으로 당할 수밖에 없었다. 그리고 성문과 성벽 등을 파괴하려 했지만 고구려군의 성은 중국의 돌성과는 전혀 다른 흙으로 만든 토성이었다 돌을 쌓으면 끝인 중국의 성과는 달리 고구려의 토성은 돌을 쌓은다음 흙으로 애워 감싸서 견고력이 더욱 단단한 성질을 가지고있기 때문에 중국의 성으로 기준으로만든 수나라의 무기로써는 부수지 못 한 것이 당연했다. 게다가 수양제가 자신의 명령없이는 절대로 움직이지 말라는 군령을 내렸기 때문에 공격할 기회를 노려도 수양제에게 보고를 해야했고 따라서 군사를 일사불란하게 움직일 수 없어 공격을 해도 고구려군이 이를 먼저 눈치채 실패할 수밖에 없었다.
한편 수나라 수군의 장수 내호아는 수군 10만명을 평양성 인근에 상륙시킨후 부수도를 직접 공격하려는 시도를 했다. 그러나 이는 양광의 명령을 거부한거나 다름없었다. 애초에 육군과 수군이 협공으로 평양성 공격을 하라는 명령을 양광이 출정전에 각 장수들에게 내렸었는데 내호아는 전공에 집착한 나머지 단독으로 평양성을 공격하려했던 것이다. 결국 이러한 집착은 패배로 이어져 고구려 영양왕의 동생 건무에 의해 수나라 수군의 절반 이상이 궤멸되어 내호아는 급히 퇴각해야했다.
수나라 육군 상황도 별반 다를게 없었다. 요동성을 포위한지 벌써 6개월이 지났지만 100만명의 수나라 군사중 단 한명의 군사도 이 성벽에 오르지 못했고, 설상가상으로 수군이 패배했다는 소식을 들은 양제는 우중문과 우문술에게 30만의 별동군을 편성해 고구려의 평양성을 공격하라고 지시했다. 그러나 이 별동군은 그저 허수아비에 불과했다. 양제는 이 군사들에게 100일치 식량을 한꺼번에 줘버렸고 무거운 짐때문에 군사들은 갈때마다 식량을 파묻어버렸다. 결과적으로 굶주려 싸울 힘이 없는 것은 당연하며 이를 눈치챈 고구려의 을지문덕 장군은 수나라 진영에 가서 거짓항복을 청하며 동시에 수나라 군사들의 동태를 살핀다. 우중문은 을지문덕이나 고구려왕이 올 때에는 반드시 잡으라는 양제의 기밀명령에 따라 을지문덕을 잡으려 했으나, 우문술, 유사룡 등 주변 장수들이 항복한 장수를 잡아들이면 저들은 목숨을 걸고 싸울 것이라며 반대하였다. 결국 을지문덕을 그대로 돌려보냈다.
그러나 나중에 염탐하기 위한 거짓 항복라는 것을 알아챈 우중문은 을지문덕을 추격하여 살수를 건넌 별동군은 평양성을 포위했지만 이미 싸울 힘이 없는 수나라 군사들이 포위한 것은 의미가 없어 결국 퇴각을 결정한 별동군은 다시 살수를 건너게 되었다. 이 때 을지문덕이 미리 살수에 쌓아두었던 댓목을 터트렸고 수나라 30만 별동군은 살수에서 수장되었다.[출처필요] 결국 수나라 30만 5000명중 살아 돌아간 군사는 2,700명이었으며, 이것이 을지문덕의 살수대첩이다.
이 소식을 들은 양광은 크게 분노하여 우중문과 우문술을 쇠사슬로 묶어 그해 10월 퇴각한다. 결과적으로 양제의 1차칩입은 처참한 패배로 막을내리게된다.

### 양제의 2차 공격
그러나 양광은 고구려 원정을 포기하지 않았다. 613년 3월 양제는 35만 대군을 동원하여 고구려를 다시 공격했다. 지난번의 패배를 되새긴 양광은 이번에는 별동군을 모아 공격을 하고자 하였다. 도하를 건넌 수나라 군사는 요동성보다 토성을 높게 쌓아 화살세례를 퍼부었다. 요동성의 고구려 군사는 이러한 수나라의 화살 세례에 쉽사리 대항을 하지 못했고 양광은 효력이 있다고 판단해 계속적으로 화살로 공격하라고 지시했다. 그런데 이번에는 수나라 측에서 문제가 발생한다. 양제의 폭정을 지켜본 수나라의 예부상서 양현감(楊玄感)이 10만 군사를 이끌고 반란을 일으킨 것이다. 양광과 함께 이 소식을 들은 양현감의 친구 곡사정은 이번 반란에 자신에게 미칠 일을 두려워하여 고구려에 투항한다.
반란에 당황한 양광은 우왕좌왕하다가 곡사정이 고구려에 투항을 하자 급히 퇴각을 결정한다. 또한 고구려 군사가 눈치 채지 못하게 식량과 무기를 모두 버리고 퇴각을 시도한다. 그러나 이를 눈치챈 고구려군이 뒤를 추격하여 수나라 군사 수천 명이 운명을 달리해야 했다. 결국 양제의 2차 침입도 제대로 된 공격없이 패배의 쓴맛을 맛 본채 막을 내리게 된다.

### 양제의 3차 공격
양현감의 반란을 진압한 양제는 다시 고구려를 공격하고자했다. 그러나 많은 신료대신의 반대에 부딪쳐야 했다. 양현감뿐만 아니라 곳곳에서 반란사건이 터지고 있으며 국가의 부를 모두 탕진해 우선 민심을 수습하고자 했던 것이다. 그러나 고집이 센 양광은 고구려 공격에 반대하는 자는 모두 죽이겠다는 엄한 군령을 내린다.
결국 614년 3월 다시 고구려공격에 나선다. 그러나 수나라 군사들은 계속된 전쟁의 패배로 인해 싸울 의지가 젼혀 없었으며 고구려 공격 개시하기도 전에 탈영병이 발생했고 우왕좌왕하는 수나라 군사들 앞에서도 양광은 무리하게 고구려 공격을 하고자 했던 것이다.
그런데 이때 고구려측에서 사신을 보냈다. 항복을 할 것이니 군사들을 철수시키라는 것이다. 또한 양제의 2차칩입때 투항했던 곡사정을 묶어 같이 보내 항복할 의사를 밝혔다. 그러나 고구려는 수나라의 혼란스러운 상황을 눈치채고 있었다. 따라서 수나라 군사상황에도 별반 다를게 없다고 판단을 했고 양제의 자존심을 추켜세워 수나라 군사들을 철수시키려 했던 것이다. 양광은 대소신료의 주장에 못이기는 척하고 군사를 철수시킨다.

### 반란과 최후
617년, 결국 수나라에서 대대적인 반란이 터지고 말았다. 양광이 너무 백성을 혹사시킨 것과 무리한 고구려 원정이 근본적 원인이고, 게다가 기근과 수해가 겹쳐 반란을 더 부채질했다. 이러한 반란은 120여 건에 달했고, 그 규모도 엄청났다. 그리고 이 반란군 가운데 양광의 이종사촌형인 태원 유수 이연도 있었다.
이연은 장안으로 들어가서 양광을 태상황으로 만들고, 황태손 양유로 하여금 황제를 잇도록 해서 실질적인 황실 지배자가 된다. 급박한 혼란스러운 상황에서도 양광은 강도(양주)에서 사치와 방종, 여자들을 탐했다. 양광은 자신에 의해 혼란에 빠진 수나라의 상황에 대해서 전혀 반성하지 않았고, 사치스런 생활을 계속했고 의녕 2년인 618년 3월 11일 강도에서 호화스럽게 생활하다가 자신의 근신이자 고구려 원정군 사령관이었던 우문술의 아들인 근위장 우문화급이 반란을 일으켜 형장의 이슬로 사라지게 되었다. 이 때 그의 나이 50세였다. (후에 양유는 이연에게 처형당한다.)
이렇게 수나라는 3대 38년 만에 멸망하고 말았다. 사후 그는 세조 명황제(世祖 明皇帝)로 추증됐으나, 양제(煬帝)로 불린다. 양제라는 시호는 당나라 사람들이 그를 조롱하기 위해 붙여진 별명이라고 한다. 여기서 '양(煬)'은 여색을 좋아하고 예를 무시했으며 하늘의 뜻에 거역하고 백성을 착취했다는 뜻이다. 그의 묘는 양저우 근교의 레이탕(雷塘)이라는 곳에서 황릉으로 불리지 않은 채 양광지묘(楊廣之墓)라는 이름으로 전해지고 있었으나 2013년 양저우에서 수 양제의 진짜 무덤이 발굴되었다.

## 부황 시해에 관한 논란
《수서》에서 부황 시해의 근거로 삼는 사항은, 수 문제가 죽을 때 양제가 그 자리를 지켰다는 점이다. 그런데 같은 《수서》에서도 본기와 열전의 내용이 서로 달라서, 일부에서는 수 문제가 죽을 때 양제가 자리를 지키지 않았다고도 한다. 또한 마찬가지로 선화부인 진씨에 대한 음행에서도 서로 다른 기술이 존재한다.

## 가계

### 부모
- 부친 : 고조(高祖) 문황제(文皇帝) 양견(楊堅)
- 모친 : 문헌황후(文獻皇后) 독고가라(獨孤伽羅)

### 황후
| 봉호       | 시호                | 이름(성씨) | 별칭  | 재위년도      | 생몰년도      | 국구(장인/장모)                                                | 능묘            | 비고 |
| ---------- | ------------------- | ---------- | ----- | ------------- | ------------- | -------------------------------------------------------------- | --------------- | ---- |
| 황후(皇后) | 양민황후 (煬愍皇后) | 소씨(蕭氏) | [ 2 ] | 604년 ~ 617년 | 567년 ~ 642년 | 후량(後梁) 효명황제(孝明皇帝) 소규(蕭巋) 황후(皇后) 장씨(張氏) | 양제릉 (煬帝陵) |      |

### 후궁
| 봉호(시호) | 별칭               | 이름(성씨) | 생몰년도  | 비고  |
| ---------- | ------------------ | ---------- | --------- | ----- |
| 귀비(貴妃) | 오귀비(吳貴妃)     | 오씨(吳氏) |           |       |
| 비(妃)     | 광덕공주(廣德公主) | 진씨(陳氏) |           | [ 3 ] |
| 귀인(貴人) | 공주(公主)         | 진주(陳婤) |           | [ 3 ] |
| 빈(嬪)     | 소빈(蕭嬪)         | 소씨(蕭氏) |           |       |
| 어녀(御女) |                    | 당씨(唐氏) | ? ~ 617년 |       |
| 채녀(采女) |                    | 전씨(田氏) | ? ~ 614년 |       |
| 채녀(采女) |                    | 전씨(田氏) | ? ~ 615년 |       |
|            |                    | 왕씨(王氏) |           |       |
|            |                    | 최씨(崔氏) |           |       |

### 황자
| - | 봉호           | 시호       | 이름       | 생몰년도      | 생모          | 자식    | 별칭  | 비고  |
| - | -------------- | ---------- | ---------- | ------------- | ------------- | ------- | ----- | ----- |
| 1 | 황태자(皇太子) | 원덕(元德) | 양소(楊昭) | 584년 ~ 606년 | 양민황후 소씨 | 3남     | [ 4 ] | [ 5 ] |
| 2 | 제왕(齊王)     |            | 양간(楊暕) | 585년 ~ 618년 | 양민황후 소씨 | 3남 1녀 | [ 6 ] |       |
| 3 | 조왕(趙王)     |            | 양고(楊杲) | 607년 ~ 618년 | 소빈          |         |       |       |

### 황녀
| - | 봉호               | 이름 | 생몰년도  | 생모          | 부마                           | 별칭  | 비고  |
| - | ------------------ | ---- | --------- | ------------- | ------------------------------ | ----- | ----- |
| 1 | 남양공주(南陽公主) |      | 586년 ~ ? | 양민황후 소씨 | 우문사급(宇文士及)             |       |       |
| 2 | 공주(公主)         |      |           |               | 당 태종(唐太宗) 이세민(李世民) | [ 7 ] | [ 8 ] |

## 기년
| 양제        | 원년            | 2년        | 3년        | 4년        | 5년        | 6년        | 7년        | 8년        | 9년        | 10년       |
| ----------- | --------------- | ---------- | ---------- | ---------- | ---------- | ---------- | ---------- | ---------- | ---------- | ---------- |
| 서력 (西曆) | 605년           | 606년      | 607년      | 608년      | 609년      | 610년      | 611년      | 612년      | 613년      | 614년      |
| 간지 (干支) | 을축(乙丑)      | 병인(丙寅) | 정묘(丁卯) | 무진(戊辰) | 기사(己巳) | 경오(庚午) | 신미(辛未) | 임신(壬申) | 계유(癸酉) | 갑술(甲戌) |
| 연호 (年號) | 대업(大業) 원년 | 2년        | 3년        | 4년        | 5년        | 6년        | 7년        | 8년        | 9년        | 10년       |
| 양제        | 11년            | 12년       | 13년       | 14년       |            |            |            |            |            |            |
| 서력 (西曆) | 615년           | 616년      | 617년      | 618년      |            |            |            |            |            |            |
| 간지 (干支) | 을해(乙亥)      | 병자(丙子) | 정축(丁丑) | 무인(戊寅) |            |            |            |            |            |            |
| 연호 (年號) | 11년            | 12년       | 13년       | 14년       |            |            |            |            |            |            |

## 수 양제가 등장한 작품
- 《연개소문》(SBS, 2006년~2007년, 배우: 김갑수)